# Mustela erminea gulosa
Mustela erminea gulosa es una subespecie de  mamíferos carnívoros  de la familia Mustelidae subfamilia Mustelinae.

## Distribución geográfica
Se encuentran en Norteamérica: Cordillera de las Cascadas.